# Voldöppberg
Voldöppberg är ett berg i Österrike.   Det ligger i distriktet Kufstein och förbundslandet Tyrolen, i den västra delen av landet, 300 km väster om huvudstaden Wien. Toppen på Voldöppberg är 1 509 meter över havet.
Terrängen runt Voldöppberg är kuperad åt nordost, men åt sydväst är den bergig. Närmaste större samhälle är Kramsach, 4,5 km söder om Voldöppberg. 
I omgivningarna runt Voldöppberg växer i huvudsak blandskog. Runt Voldöppberg är det ganska tätbefolkat, med 100 invånare per kvadratkilometer.